# Lalueza
Lalueza – gmina w Hiszpanii, w prowincji Huesca, w Aragonii, o powierzchni 88,19 km². W 2011 roku gmina liczyła 1066 mieszkańców.